# Pucadelphys andinus
Pucadelphys andinus es una especie extinta de marsupial didelfimorfo de la familia Didelphidae. Sus restos fósiles, consistentes en cráneos y esqueletos completos, proceden de la localidad de Tiupampa, Bolivia y han sido datados en el Paleoceno.

## Etimología
Pucadelphis, viene Puca y Delphys. Puca hace referencia al Grupo Puca, de formaciones geológicas de Bolivia que incluyen los estratos donde los fósiles fueron encontrados. Delphys significa "útero, vientre".
El epíteto específico hace referencia a la cordillera de los Andes.

## Descripción
Pucadelphys andinus era un animal muy pequeño, de tamaño similar a un ratón. Habría medido unos 10 cm de longitud y pesado entre 10 y 33 gramos. Probablemente fuera un pequeño animal insectívoro semejante a los marsupiales australianos de la familia Dasyuridae. Se han encontrado más de 23 individuos en un área pequeña, que ayudaron a determinar que era una especie dimórfica y probablemente social. Los machos tenían el doble del tamaño de las hembras y caninos más desarrollados.